# Brama Rybna w Lublinie
Brama Rybna – brama na Starym Mieście w Lublinie z XV wieku.
Po II wojnie światowej, w 1954 roku, została zrekonstruowana. Należała niegdyś do właścicieli kamienic Rynek 5 i Grodzka 2, z którymi sąsiaduje. Prowadzi do Placu Rybnego, gdzie dawniej odbywał się ożywiony handel.

## Historia
Brama została zbudowana około 1448 roku, jednak pierwsze źródła pisane pochodzą z 1562 roku, kiedy to właściciel bramy oraz sąsiadującej z nią kamienicy obecnie Grodzka 2 Jan Kretek, rozbudował ją o drewniana nadbudówkę. W 1569 roku brama posiada już dwa mieszkalne piętra. W 1845 roku dokonano remontu sąsiednich kamienic, natomiast sama brama nie została objęta remontem i jej stan bardzo się pogarszał. W czasie kolejnego remontu sąsiednich kamienic z 1861-1862 roku bramę rozebrano. Brama Rybna została odbudowana w 1954 roku na podstawie litografii Adama Lerue.

## Literatura
- Dariusz Kopciowski, Agnieszka Martinka, Jacek Studziński, Jadwiga Teodorowicz-Czerepińska, Stanisław Turski, Marta Denys: Lublin Przewodnik, historia, co warto zobaczyć, mapy, noclegi, gastronomia, ciekawostki. Lublin: Wydawnictwo Archidiecezji Lubelskiej „Gaudium”, 2012, s. 105. ISBN 978-83-7548-115-0.
- Teatr NN.pl Leksykon Lublin, Anna Malik – Brama Rybna w Lublinie.
- Kamienica Brama Rybna, Lubelska Fundacja Odnowy Zabytków w Lublinie, 2012-10-27